# Thomas Carlile
Thomas Carlile (4 de junio de 1987) es un jinete francés que compitió en la modalidad de concurso completo. Ganó una medalla de bronce en el Campeonato Europeo de Concurso Completo de 2015, en la prueba por equipos.

## Palmarés internacional
| Campeonato Europeo | Campeonato Europeo  | Campeonato Europeo | Campeonato Europeo |
| Año                | Lugar               | Medalla            | Categoría          |
| ------------------ | ------------------- | ------------------ | ------------------ |
| 2015               | Blair (Reino Unido) | Medalla de bronce  | Por equipos        |